# シケイン

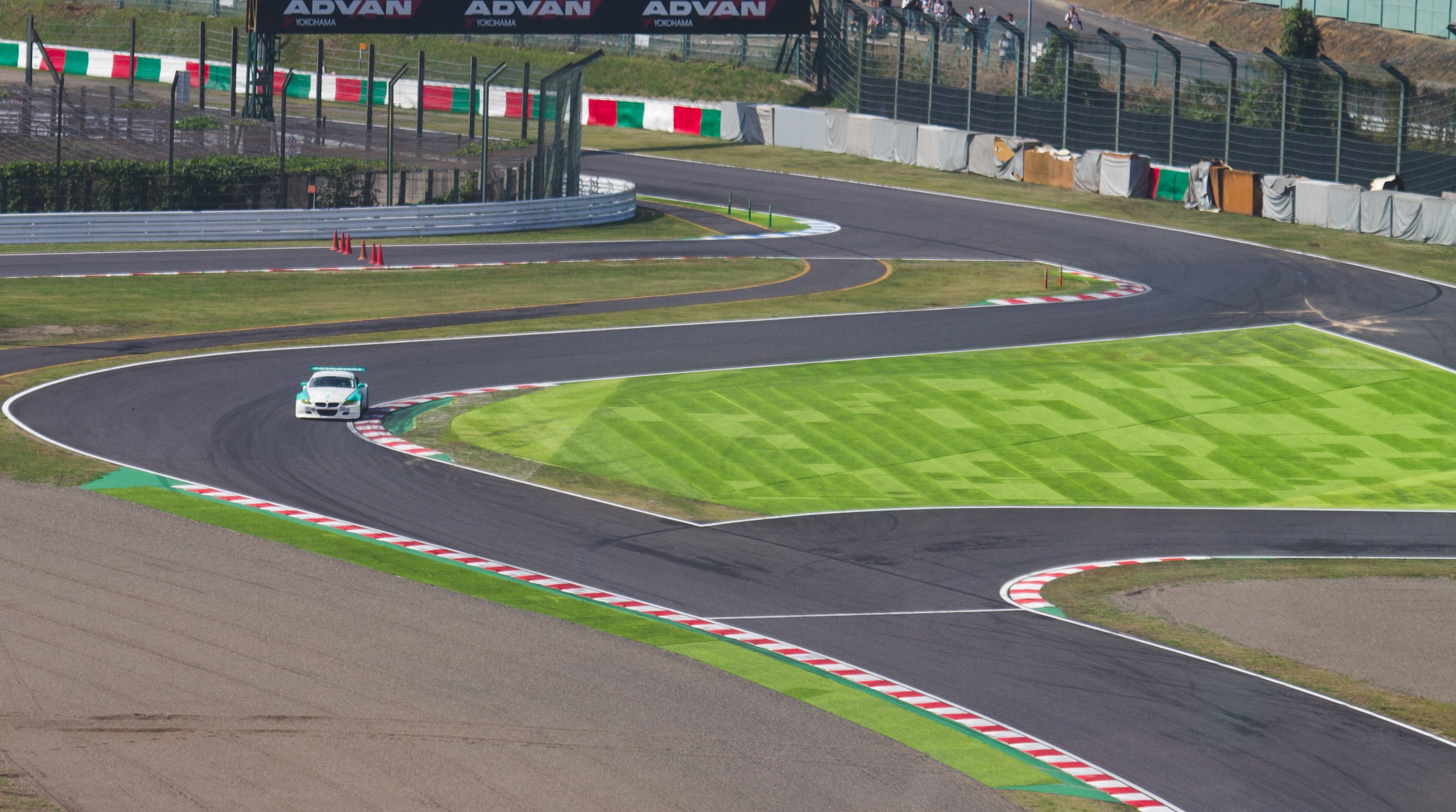
鈴鹿サーキットのシケイン

シケイン（chicane）とは、モータースポーツや市街地などにおいて、通行速度を減速するために設置される構造物である。
日本語の古い文献ではシケーンと記述されることもある。語源は仏語 chicane に由来し（英語という説もある）、「言いがかり、屁理屈、揚げ足取り」、「合法的な詭弁・ごまかし」といった意味がある。
本項では主に、モータースポーツにおけるシケインについて記述している。

## 目的
シケインが設置される主な目的は、以下の通りである。
1. 長い直線の後で急激な減速を強いることで、2台の車の間にブレーキング競争が誘発され、追い抜きを助長する。
2. 長い直線の中間に減速区間を設けることで、危険な速度域に達することを抑制する。

モータースポーツにおいて、車両の減速にはその性能と運転者の技量により減速度に差が出るため、シケインを設置して追い抜きを誘発できる。一般的にシケインは、通常のコーナーよりも大きな減速が要求される。
また、現代のモータースポーツにおいては車両の性能向上により、あまりに長い直線などでは、速度が危険域に達することがあるため、それを抑止するために設置されることがある。長大な直線の途中に設置して最大速度を落としたり、直線の終わりに設けることで高速でのコーナー進入を防げる。
1の具体例としてスパ・フランコルシャンのケメル・ストレートエンドにあるレ・コームや、ヤス・マリーナ・サーキットの8・9コーナーなど、2の例としてサルト・サーキットのユノディエールに設けられた2カ所のシケインやモンツァ・サーキットの3カ所のシケインなどがある。

## 形状
シケインの大半はクランク状ないしS字に近い形状をなしており、充分な減速をしなくては曲がれないような小さな半径のコーナーの組み合わせで構成されている。上記の目的ゆえ、サーキットにおける最低速地点となることが多いが、中には大きな減速を必要としない「高速シケイン」と呼ばれるものもある。

## 罰則規定
競技者は主催者の定めたコース内を走ることを義務付けられているが、シケインにおいてはその目的と形状から極めて少ないリスクでショートカットしタイムを短縮できる場合がある。シケインのショートカットは悪質な反則として大きなペナルティが課され、失格となる場合もある（F1では1989年日本GPのアイルトン・セナが有名）。しかし1990年以降はシケインをオーバースピードなどで誤ってショートカットした場合でも競技者が利益を受けなかった場合は処罰しないという風潮が各競技団体で広まっており、多くの場合はペナルティは課されない。シケインはコース外が必ずしも舗装されているわけではなく縁石もありショートカットにより車体がダメージを受けるリスクがある。現在のF1ではコースをはみ出しての走行自体がペナルティの対象になるほか、ショートカットにより明らかにアドバンテージを得て前車を追い抜いた場合には自主的に順位を戻さない限りレーススチュワードからInvestigation(審議)が発表され、5秒以上の加算ペナルティ等が発表される。

## 設置方法
設置されるシケインには、常設のものと仮設のもの、そして選択式のものが存在する。
常設
サーキットにおいて、シケイン状にコースが設定されており動かせないもの。サーキットの設計がシケインを取り込んでいるものといえる。この場合、通常はシケイン進入前のコース延長線上にサンドトラップやグリーンなどの退避エリアが設けられている。
仮設
サーキットにおいて幅員の広い直線状、あるいは仮設サーキットに設置されるシケイン。路上に仮設の縁石・パイロン・フェンスなどで区切られシケインとされている。モンテカルロ市街地コースのヌーベルシケインのように、直線の終点に設けられているものは退避路が置かれているものもある。
選択式
サーキットにおいて、シケインを使用することも使用しないこともできるように両方の路面を設置しているものがある。その際使用しないほうの路面はパイロンや縁石で塞がれる。鈴鹿サーキットのシケインも従来このタイプであったが、シケインの常態化により減ってきている。代表的な例は富士スピードウェイの第10コーナー。

## 設置箇所
主に長い直線の中間、あるいは直線の終点に設置される。近年では、コーナーの中間や出口など、その本来の目的にそぐわない箇所に設置されるケースも少なくないが、これは直線に進入する速度を抑え、結果的に危険な速度域に達することを抑制している。目的に応じて、そのコースの設計者や管理者が決定する。前述の目的2のために直線に置かれているか、目的1と目的2の両方を充たすために、直線後に設置されることが多い。

## 著名なシケイン

### 日本国内
カシオトライアングルシケイン→日立オートモティブシステムズシケイン→日立Astemoシケイン
鈴鹿サーキットの最終コーナー手前にあるシケイン。旧来はそのまま最終コーナーへ高速のまま飛び込んでいたが、ランオフの狭さと速度の高さから重大事故が多々発生したため、1982年に設置された。80年代までは選択式のシケインだった。選択式のシケインは中央に三角州状のグリーンゾーンが形成され、その地点にスポンサーとして大規模なブルーの看板広告を置いたカシオにちなみ「カシオトライアングル」と呼ばれた。その後はシケイン利用の常態化により常設のシケインとなった（旧来の最終コーナーは撤去）事、カシオが広告を撤退した（2011年頃）事から、単にシケインと呼ばれていた。2014年3月1日からは日立オートモティブシステムズが命名権を取得し「日立オートモティブシステムズシケイン」となった。2021年、日立オートモティブシステムズが経営統合を行い、社名を日立Astemoに変更。それに伴って、シケインの名前も｢日立Astemoシケイン｣に変更された。
200Rシケイン→MuSASHiシケイン→200Rシケイン(2輪専用)
鈴鹿サーキットの200Rにある2輪専用のシケイン。2003年まではヘアピン(現NISSINブレーキヘアピン)を抜けた先は200Rと呼ばれる高速コーナーだったが、ランオフエリアが狭いため進入速度を抑制するために、2004年に200Rの内側に2輪専用のシケインが設置された。旧来の200Rに入ってすぐ右、左、右とコンパクトに切り返すシケインであり、実質的に走行ラインは一本であるため周回遅れの処理などで差が詰まる、もしくは広がる可能性が大きい。2004年の設置以来長らくスポンサーやネーミングライツは無く「200Rシケイン」や「2輪専用(MC)シケイン」などと呼ばれていたが、2018年4月12日から2022年4月8日まで武蔵精密工業がネーミングライツを取得し「MuSASHiシケイン」となっていた。
ダンロップシケイン
富士スピードウェイのコース後半に位置するシケイン。「Bコーナー」とも呼ばれる。元々の旧コースでは300Rからスピードを乗せ、少しアクセルを緩めつつ超高速の最終コーナーに突入する超高速区間であった。しかし1983年5月に最終コーナー入口で発生した佐藤文康の死亡事故翌日に富士GC参戦ドライバー全員の総意として「最終コーナーの前に減速するシケインをつくってほしい」という要望書が出された。それでもサーキット側は動かず、その後もWEC-JAPANに参戦したポルシェ・956が同地点で宙を舞い、GC練習走行中に松本恵二がスピンした際にフェンスを飛び越えコース外の丘まで吹き飛ばされても何も対策がされなかった。しかし、10月に高橋徹と観客が死亡する事故が最終コーナー出口で発生したことでようやく着工が決まった。1984年に最終コーナーへのアプローチ速度低下を目的に300R出口と最終コーナー中間の丘を削る形で設置された。旧コースのシケインは大きく右、左、右と回り込むシケインであり、ここの脱出速度が長いストレートの速度に影響し、勝負の分かれ目になるとされた。新コースとなってからのダンロップシケインは場所こそほぼ変わらないものの形状は変わり、右に大きく回り込んで左、右と切り返す難易度の高いものとなる。高速コーナーの300Rの終わりにあるため、1コーナーと並び富士のオーバーテイクポイントとされる。選択式シケインであり、そのまま右へ90度の角度で曲がりショートカットできるルートも存在する。

### 日本国外
バスストップシケイン
ベルギー、スパ・フランコルシャンの最終コーナーを兼ねているシケイン。2003年までバス停のように、本線から別れてまた合流するような形状だったためこう呼ばれ、長いアクセル全開区間の終わりにあるため、多くのオーバーテイクが見られる。しかし、2004年にコース内側を造成してエントリー部分を改修。2007年以降はストレートを延長し、最後にタイトなシケインを置く形に再変更されたため、旧来とは全く異なる形状のシケインとなった。形状改修以後も名称だけはそのまま残り、このシケインを抜けるとラ・スルスへ続く短いホームストレートに出る。
バリエンテ・レディフィーロ
イタリア、モンツァ・サーキットの第1コーナー。1100m以上の長いストレートの終点に設置されている。旧来は右にゆっくりと曲がり、左、右、左とクリアするダブルシケインであったがコース改修により1つのシケインとなった。入り口が狭く、また縁石の高さもあることから、マシンが密集するスタート直後には接触が多々ある。
ジル・ヴィルヌーヴ・サーキットの最終シケイン
カナダ、モントリオールの公道特設コースの最終シケイン。1km近い全開区間からフルブレーキで右、左と切り返す難コーナー。オーバーテイクポイントであると同時に、コーナー出口にランオフエリアが存在せず、コントロールしきれずに外側に設置された壁に向かってのクラッシュが起こる事例が度々存在している。1990年代はF1開催時にミハエル・シューマッハやデイモン・ヒルなど、チャンピオン経験者のクラッシュが相次いだこともあり、それ以来「チャンピオンの壁」の異名を持つ。
コークスクリュー
アメリカ、ラグナ・セカの名物シケイン。急激な上り坂のストレートの頂上に位置するブラインドのS字シケイン。15mの高低差を曲がりながら駆け下りていく難コーナー。
NGKシケイン
ドイツ、ニュルブルクリンクの南コース、最終コーナー手前にあるシケイン。旧名は「ビートルシケイン」。最終セクションの長い上り坂の全開区間の終点に位置し、ニュルブルクリンクのオーバーテイクポイントの1つである。改修により以前よりもきつい形となった。旧来のシケインの路面は残され、ニュルブルクリンク24時間レースで使用されている。
ヌーベルシケイン
モナコ、モンテカルロ市街地コースにある名物シケイン。トンネルから続く長いストレートエンドに位置する。トンネル出口では視界が一瞬真っ白く光り見えなくなる上に下り坂で見通しが悪くバンプもあるため、ブレーキングをミスしやすく大きい事故が起こりやすい。1985年まではほとんど直進しながら少しステアリングを動かす程度の高速シケインであったが、ランオフエリアの確保、次に控えるタバコ屋コーナーへの進入速度低下などを目的に改修。左に大きく曲がり右に切り返す形となった。普段はオープンカフェや駐車場として使われているスペースである。
アデレイド・セナシケイン
オーストラリア、アデレード市街地コースの第1コーナー。競馬場内から出て公園の外周路に入る手前に位置するシケイン。入り口とランオフエリアが非常に狭く、スタート直後に殺到するマシンが絡むことで接触、クラッシュが頻発する。
バリエンテ・タンブレロ
イタリア、イモラ・サーキットの第2コーナー。1994年のF1レース中にアイルトン・セナが事故死した場所として有名である。もともとは緩い第1コーナーからスピードを上げて一気に左に回りこむ超高速コーナーであった。しかしすぐ脇を川が流れている事から、ランオフエリアの拡張を行えないと言う状況下で、1987年にはネルソン・ピケが、高速状態でコントロールを失ったままクラッシュ、1989年にはゲルハルト・ベルガーに至ってはクラッシュの後に起きた火災で火傷を負うなど大クラッシュが度々起こり、ついにはセナの事故が起こってしまった。苦肉の策としてシケインが設置され、かつての高速コーナーは消滅することになった。
パンクーラウトシケイン
マレーシア、セパンサーキットの第1コーナー。ストレートから急減速して右に大きく回りこみ、すぐに左へと切り返す渦巻きのような形状をしたシケイン。そのためサイドバイサイド状態で進入した場合、最初の右コーナーと後に続く左コーナーでお互いのインとアウトが入れ替わり激しいバトルが起こることがある。
インナーループ・バスストップ
アメリカ、ワトキンズ・グレン・インターナショナルにあるシケイン。バックストレートエンド、バンクつきの超高速コーナー「インナーループ」へのアプローチ速度低下のため、バックストレートエンド、インナーループの手前の路面を拡張し、バスストップ型のシケインが設置された。S字コーナーからバックストレートの高速区間に設置されているため、オーバーテイクポイントの1つとされる。

### 現存しない名シケイン
サントリーシケイン
富士スピードウェイの旧コースに存在したシケイン。1987年の改修により、100Rへのアプローチ速度低下を目的として設置された。通称「Aコーナー」。旧来は1コーナー立ち上がり後、左の超高速コーナーから右の超高速100Rへとアプローチする難所であった。サントリーシケインは旧来の左コーナーを右側に直進し、90度の左コーナーと右への切り返しを組み合わせたS字状の複合シケインであった。この改修により、1つの大きい右コーナーだった100Rは、大きく弧を描きながら右に回り込む複合高速コーナーとなり、100Rそのものの難易度も向上した。2005年のコース改修により、シケインから高速の90度ターンへ改修され、サントリーからコカコーラにスポンサーは変わることになる。1990年代以降は、サントリーの缶コーヒー「BOSS」の巨大看板があり名物であった。
ホッケンハイムリンク旧コースのシケイン
超高速コースとして名を馳せたドイツ、ホッケンハイムリンクの旧コース。森の中を突っ切る超高速区間に設置された3つのシケインは非常に有名であった。1968年にジム・クラークの死亡事故を契機とし、フォレストゾーンの序盤と終盤にシケインが設置された。最初のシケインはジム・クラークから名をとり、クラークシケインと称される。最後のシケインはアイルトン・セナの死後、セナシケインと称される。
1980年には死亡事故を契機とし、コースの端の高速コーナー、オストカーブの手前をシケインとする改修が施され、オストシケインと呼ばれる。しかし急造のシケインのため、タイヤバリアで無理矢理路面を区切っただけの粗末なものであり、交錯やクラッシュでタイヤバリアに衝突するとタイヤが飛散しやすい問題のある形状であった。1990年代に入り、路面を新設した上で内側に切れ込む形に改修された。
これら3つのシケインは、長らくホッケンハイムの名物となっていたが、2001年にフォレストゾーンを廃止し、中速サーキットへの改修が行われる事となり、この3つのシケインは廃止された。現在のコースのヘアピン部分がセナシケインのあった場所である。
ディングル・デルシケイン
イギリス、ブランズハッチに存在したシケイン。森の中の超高速区間の最後に存在し、内側に切れ込みながら抜ける中高速シケインであったが、改修で1つの高速コーナーへと変更された。
ウッドコートシケイン
イギリス、シルバーストーンの旧コースの名物シケイン。超高速コースであった旧シルバーストーンの最終コーナー手前にあるシケイン。ハンガーストレートエンドから続く、長い全開区間の終わりにあり、オーバーテイクポイントとされた。設置された当初は縁石とタイヤバリアで区切っただけの急造シケインであったが、後々内側に切れ込む路面が設置され、1990年のコース改修まで使われた。1991年からの新コースでは最終コーナー手前～最終コーナーのアプローチを総じてウッドコートと呼ぶ事が多い。
シンガポール・スリング・シケイン
シンガポール市街地コース、マリーナ・ベイサーキットの中盤に位置したシケイン。ある程度のスピードを乗せながら左・右・左と素早く切り返す難易度の高いシケイン。縁石の形状が非常に特殊であり、カマボコのような盛り上がった形状をしており、通過には注意を要する。周回平均速度を上げる目的で2012年を最後に撤去され、一般的な左コーナーに変更された。

## モータースポーツ以外でのシケイン
- 道路交通上でも交通事故防止の観点からシケインを設置する場合がある。道路構造令第31条の2の「狭窄部若しくは屈曲部」が該当する。
また、交通静穏化も参照。
- シクロクロスでは板状の障害物が設置される。通常は自転車を担いでクリアする。
- 成田国際空港には、三里塚闘争の結果として未買収地が点在しており、これを避けるために曲がりくねった見通しの悪いB滑走路に繋がる誘導路に対して、機長から「シケイン」と呼ばれている[5]。